# عدالة تجارية

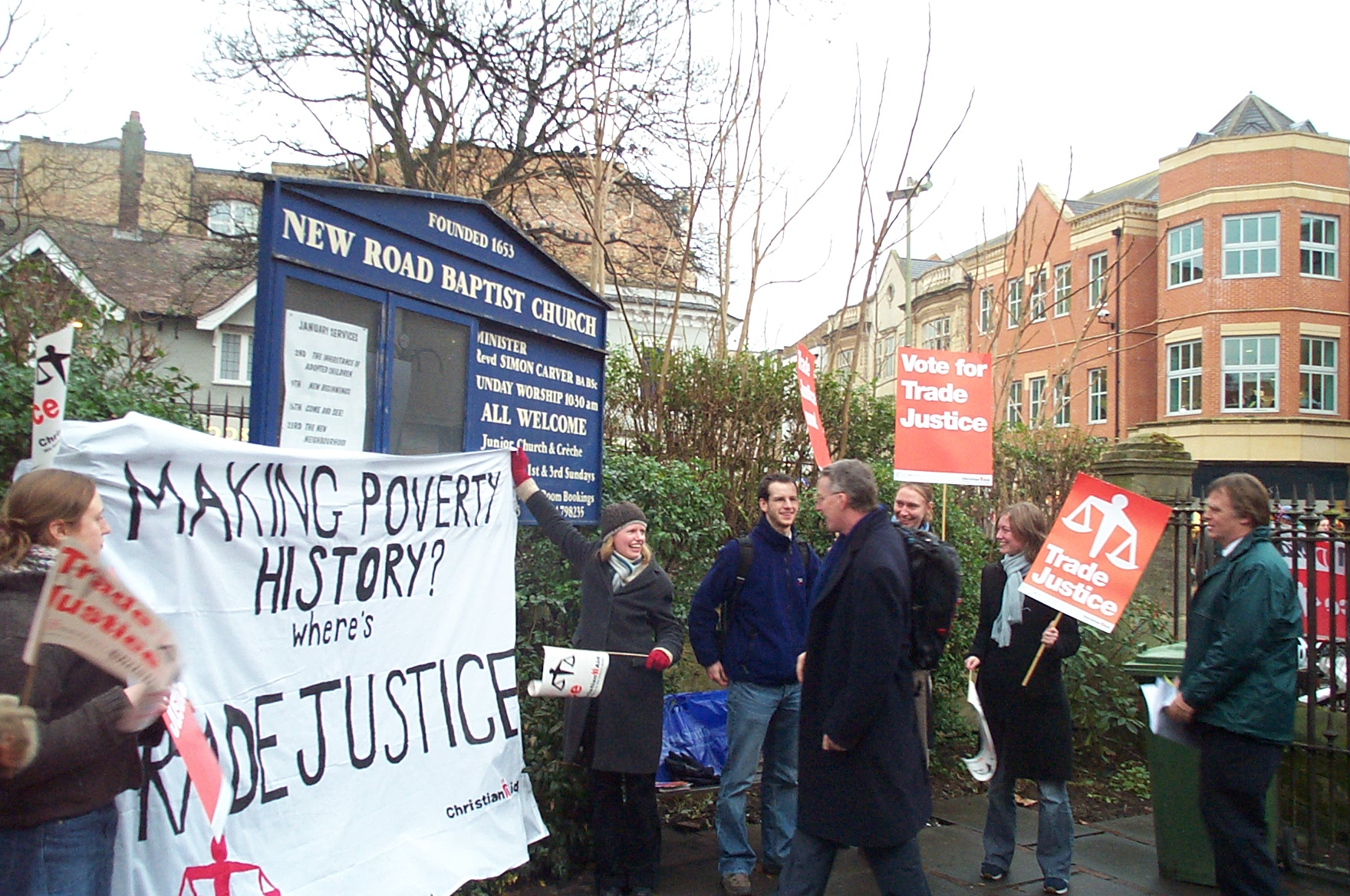

العدالة التجارية هي حملة دشنتها منظمات غير حكومية، بالإضافة لجهود بعض المساهمين الآخرين، لتغيير قواعد وممارسات التجارة العالمية وتحقيق العدالة والشفافية. تشمل هذه المنظمات التجمعات الاستهلاكية والاتحادات التجارية والمجموعات الدينية والجمعيات الخيرية التنموية والمنظمات البيئية.
شنت هذه المنظمات حملة من أجل العدالة التجارية لوضع هذا المفهوم في مواجهة التجارة الحرة، والتي عادةً ما يدعي مناصروها فعالية عوائدها الاقتصادية على الفقراء. يؤكد مناصرو العدالة التجارية أن التجارة الحرة الحقيقية غير موجودة ولن تكون موجودة في المستقبل، وأن السياسات الحكومية التجارية يجب أن تكون في الصالح العام بدلًا من الكيانات الثرية التي تحاول التأثير على المفاوضات والحركة التجارية لتحقيق مكاسبها الخاصة. ويؤكدون أيضًا أن الظلم المتنامي والفجوات الكبيرة في العدالة الاجتماعية، والتصدير العالمي للإرهاب هي من أعراض وتأثيرات النظام الاقتصادي الذي يسمح بتصدير الأضرار للبلدان الأخرى عند استيراد بضائعهم. أشاروا إلى أن الإضمحلال الاقتصادي والاضطرابات العمالية هي من نتاج العولمة، وخصوصًا العولمة الغير مُنصفة. لم تحقق هذه الجدالات والنقاشات أي تقدم في مشوار الحركة الطويل في مواجهة التجارة الحرة. أحيانًا، تُحفّز الدوافع السياسية المحلية عملية فرض عقوبات على بعض السلع «الإغراق» مثل فرض الولايات المتحدة الأمريكية تعريفات جديدة على الصلب في عام (2001).
تُركز حركة العدالة التجارية اليوم أكثر من أي وقتٍ مضى على إلغاء الإعانات المالية الزراعية والإغراق، وبدرجة أقل على موازنة التعريفات الغير عادلة على البضائع. على الرغم من وجود الكثيرين ممن لايزالوا ينتقدون التجارة الحرة بشكل عام، إلا أن هناك توجة لشن حملة ضد ما تراه الحملة نفاقًا باستخدام الدول الغنية لسياسة الحماية التجارية ضد الدول الأكثر فقرًا، خصوصًا على المنتجات الزراعية، بينما تطالبهم بترك مُنتجيهم بدون سياسة حماية.

## حركة العدالة التجارية
كانت حركة العدالة التجارية أول ائتلاف رسمي يتكون من عدة مجموعات، ويستخدم مصطلح «العدالة التجارية». تُبُنّي استخدام مصطلح العدالة التجارية على نطاق واسع دوليًا من خلال المجموعات المُشاركة في الحملة، فعلى سبيل المثال، استُخدم هذا المُصطلح في نحو 100 منصة وطنية ترويجية لشبكة منظمات «النداء العالمي لمواجهة الفقر» حيثُ كان واحدًا من مطالبها الرئيسية الأربعة. في الكثير من البلدان حول العالم يُستخدم مُصطلح «العدالة التجارية» بالإضافة إلى مُصطلح «التجارة العادلة» أو حتى بدلًا منه.
تُعتبر منظمة التجارة العالمية وصندوق النقد الدولي والبنك الدولي من المؤسسات العالمية التي تستهدفها حملات التجارة العادلة بسبب الظُلم المزعوم في نظام التجارة العالمي الحالي. يمارس النشطاء في الحملة الضغط على حكوماتهم لتعطي الأولوية لمكافحة الفقر عند وضع قواعد نظام التجارة العالمية. في الكتل التجارية الكبيرة مثل الاتحاد الأوروبي، تسعى الحملة إلى التأثير على سياسة عدد من حكومات الدول الأعضاء للقبول بمطالبها.
استُخدم في الأصل مُصطلحي «العدالة التجارية» و«التجارة العادلة» من قِبل الجماعات التي تدعم العدالة الاجتماعية وتطالب بمواجهة الفقر المُدقع المُنتشر في الدول النامية. عند مقارنتهم لمبدأ التجارة العادلة بالممارسات التجارية الغير عادلة الحالية، وجدوا أنها مرتبطة عمليًا بنقابات –اتحادات– العُمال والنشطاء البيئيين من خلال معارضتهم وانتقادهم للحماية الموجهة لرؤوس الأموال مقابل تلك الموجهة للعمل والبيئة. انتشر هذا المُصطلح عبر العديد من الحملات للمطالبة بإعادة تشكيل المُمارسات التجارية الحالية التي تمارسها المؤسسات الضخمة مثل منظمة التجارة العالمية. أصبحت العدالة التجارية الآن حركة للسماح للمستهلكين باختيار عدم المشاركة في هذه الممارسات التجارية الغير عادلة، فشهادة التجارة العادلة تسمح للمستهلكين بالتأكد من البضائع خصوصًا السلع الأولية مثل القهوة بأنها تفي بمعايير العدالة المؤكدة والمُتفق عليها.

## المشاكل والقضايا
أكد بعض الأكاديميين أمثال توناس ألورد فوانسي أن إدراج الازدواجية البناءة كما في تقييم الأفكار الجديدة في اتفاقيات التجارة الثنائية ربما يُقوّض السيادة الديمقراطية فيما يتعلق بعملية بناء السياسات الداخلية، خصوصًا في مجالات مثل البيئة والصحة العامة. هذه الرؤية، تنازع عليها بشدة كلًا من مسئولي القانون التجاري وصانعي السياسات الداخلية.
كان أكثر ما أشار إليه نشطاء حملة العدالة التجارية هو الوصول إلى أسواق الدول المُتقدمة والدول الغنية. فعندما تقوم الدول النامية بتصدير منتجاتها للدول المُتقدمة فإنها عادة ما تواجه حواجز التعريفة الجُمركية التي عادة ما تكون أربعة أضعاف تلك التي تواجهها الدول المتقدمة عند تصديرهم لنفس السلعة. يدعي المعارضون أن تلك الحواجز تكلف الدول الفقيرة نحو 100 مليار دولار كل عام، وهذا ضعف ما تحصل عليه هذه الدول من مساعدات.
يُركز نشطاء حملة العدالة التجارية الآن بطريقة ما على المعونات الزراعية التي تُقدمها الدول المتقدمة والغنية للدول الفقيرة والتي تجعل من الصعب على المزارعين من الدول الفقيرة المنافسة في السوق المحلي. على سبيل المثال، يؤكدون أن إرسال الاتحاد الأوروبي للمساعدات الزراعية للدول الفقيرة يشجع على الإنتاج المفرط لهذه السلع مثل الطماطم والسكر، والتي تُباع بعد ذلك بثمن بخس في الدول الفقيرة، فيصبح المزارعون المحليون غير قادرين على بيع منتجاتهم المحلية بهذا الثمن مما يدفعهم للخروج من العمل.
طالبت الحملة بمعالجة المشاكل المتعلقة بالزراعة في منظمة التجارة العالمية، مما أضفى الطابع المؤسسي على هذه المظالم. في قليل من الحالات التي لجأت فيها الدول النامية لإصدار بعض الأحكام المعقدة والمٌكلفة من قِبل منظمة التجارة العالمية لإقرار الإعانات المالية، تجاهلت الدول المتقدمة هذه الأحكام، والتي لا تتطبقها منظمة التجارة العالمية نفسها. مؤخرًا، بدأت الدول الغنية بالحديث عن خفض دعم الصادرات، ورغم ذلك، عادةً ما تطالب بوصول أوسع وأكبر لأسواق الدول الفقيرة.
يؤكد مُصطلح «العدالة التجارية» أنه حتى لو كانت فرص المنافسة متساوية، بدلًا من الانحياز ضد الدول النامية، فإن أفقر الدول النامية ستظل تكافح لتحقيق بعض المكاسب التجارية حتى لو أُجبرت على التجارة تحت شروط نظام التجارة الحرة. هذا بسبب أن النقص الكبيرة في القدرة التنافسية للدول الفقيرة لا يُمكّنها من تخزين كميات ضخمة من البضائع لتنتظر شحنها للدول الغنية، وبدلًا من ذلك، يطالب صغار المزارعون بالقدرة على بيع بضائعهم محليًا.